# Kung Fu Panda : Les Pattes du destin
Kung Fu Panda : Les Pattes du destin (Kung Fu Panda: The Paws of Destiny) est une série d'animation en 3D américaine en 26 épisodes de 22 minutes, créée par Elliott Owen et diffusée entre le 16 novembre 2018 et le 4 juillet 2019 via le service de streaming Amazon Prime Video.
Il s'agit de la deuxième série d'animation de la franchise Kung Fu Panda après Kung Fu Panda : L'Incroyable Légende.
En France, la série est également diffusée via Amazon Prime Video. Elle est diffusée sur Gulli depuis le 18 septembre 2021.

## Synopsis
Se déroulant après les événements du film Kung Fu Panda 3, la série suit Po le panda dans une nouvelle aventure avec quatre enfants pandas (Nu Hai, Jing, Bao et Fan Tong), qui ont découvert une grotte mystique sous le village des pandas. Les jeunes pandas absorbent accidentellement le chi des anciens et puissants guerriers kung-fu connus sous le nom de Quatre Constellations : le Dragon Azur, la Tortue Noire, le Tigre Blanc et le Phénix Écarlate - chacun d'eux représentant la faiblesse principale de son utilisateur. Ils réalisent qu'ils sont maintenant destinés à sauver le monde d'une force maléfique, mettant Po face à son plus grand défi à ce jour : enseigner à ce groupe d'enfants disparate comment utiliser leurs nouveaux pouvoirs de kung-fu.

## Fiche technique
Sauf indication contraire, les informations mentionnées dans cette section peuvent être confirmées par la base de données cinématographiques IMDb,  présente dans la section « Liens externes ».
- Titre original : Kung Fu Panda: The Paws of Destiny
- Titre français : Kung Fu Panda : Les Pattes du destin
- Création : Elliott Owen
- Réalisation : Lane Lueras, Michael Mullen, Rhianna Williams et Douglas Shorts
- Scénario : Nicole Belisle, Benjamin Lapides, Johanna Stein et Michael Ryan
- Direction artistique : Joel Fajnor et Christopher Zibach
- Musique : Leo Birenberg (en)
- Casting : Ania O'Hare et Cymbre Walk
- Production déléguée : Mitch Watson, Elliott Owen et Lane Lueras
- Production exécutive : Katie Ely et Michael Moragne
- Société de production : DreamWorks Animation Television
- Pays d'origine :  États-Unis
- Langue originale : anglais
- Genre : comédie
- Durée : 22 minutes

## Distribution

### Voix originales
- Mick Wingert (en) : Po Ping
- Laya Deleon Hayes : Jing
- Makana Say : Fan Tong
- Gunnar Sizemore : Bao
- Haley Tju : Nu Hai
- Amy Hill : grand-mère panda
- Christopher Swindle : Li
- James Hong : M. Ping
- Randall Duk Kim : Oogway
- Cherise Boothe : Jade Tusk
- Jeff Bennett : Zhizhu
- James Sie : Bunnidharma
- Steven Blum : Jindiao
- J. B. Blanc : général Fang
- Sumalee Montano : Shi Long
- Chrissy Metz : Mei Mei
- Michael Rivkin : Rooster
- Grey DeLisle : Xin
- Lacey Chabert : Xiao

### Voix françaises
- Philippe Bozo : Po
- Cindy Lemineur : Nu Hai
- Sauvane Delanoë : Bao
- Youna Noiret : Fan Tong
- Fanny Bloc : Jing
- Emmanuel Jacomy : Li
- Michel Tureau : M. Ping
- Elsa Bougerie : Mei Mei
- Colette Venhard : Mamie
- Thierry Desroses : Zhi Zhu
- Paul Borne : Jindiao
- Virginie Caliari : Dent de Jade
- Franck Gourlat : le Yaoguaï
- Pierre Bonzans : Maître Oogway
- Patrick Préjean : Bunnidharma
- Léopoldine Serre : Xiao
- Laëtitia Lefebvre : Shi Long
- Boris Rehlinger : Sun Wukong
- Thierry Murzeau : l'empereur Kang Zi
- Isabelle Leprince : Baigujing
- Marie-Laure Dougnac : Laoshu
- Olivier Chauvel : Rooster
- Corinne Martin : Xin

 Source et légende : version française (VF) sur RS Doublage

## Production
Le 6 novembre 2017, lors du podcast The Nightfly de David Juskow (en), le producteur Mitch Watson révèle qu'une nouvelle série de Kung Fu Panda, qui ressemble davantage aux films, est en production. Finalement, le 12 avril 2018, la série est annoncée sous le titre de Kung Fu Panda: The Paws of Destiny avec une diffusion prévue en 2018 sur Amazon Prime Video. Le 1er octobre 2018, lors de la diffusion de la première bande-annonce, il est révélé que la série débutera le 16 novembre 2018.

## Épisodes

### Première saison (2018)
L'intégralité de la première saison est sortie le 16 novembre 2018. Les épisodes ont été diffusés sur Gulli du 18 septembre 2021 au 9 octobre 2021.
1. L'Entrée du maître Dragon (Enter the Dragon Master)
2. Dragon Bleu joue avec le feu (Blue Dragon Plays with Fire)
3. L'Épée du Phénix rouge (Blade of the Red Phoenix)
4. Tortueux est le chemin emprunté par l'intrus (The Intruder Flies a Crooked Path)
5. Une pincée d'herbes (A Fistful of Herbs)
6. Le Ver est dans la prune (Poison in the Pit of the Plum)
7. Menace sur le village des pandas (Big Trouble in Panda Village)
8. Secrets enfouis (Secrets Lost to Shadow)
9. Une aventure risquée (Out of the Cave and Onto Thin Ice)
10. Le Retour des Quatre Constellations (Return of the Four Constellations)
11. Le Retour à la montagne du Dragon Diabolique (Unholy Dragon Returns to the Mountains)
12. Le Sacrifice (Sacrifice at the Edge of Time)
13. La Fin du maître Dragon (End of the Dragon Master)

### Deuxième saison (2019)
L'intégralité de la seconde saison est sortie le 4 juillet 2019. Les épisodes ont été diffusés sur Gulli du 9 octobre 2021 au 23 octobre 2021.
1. Voyage vers l'orient (Journey to the East)
2. La Malédiction du Singe roi (Curse of the Monkey King)
3. Jeu de vilains (A Game of Fists)
4. Le Monstre du désert (The Beast of the Wasteland)
5. Menace sur la Cité interdite (Danger in the Forbidden City)
6. La Bataille de Gong Meun (The Battle(s) of Gongmen Bay)
7. La Taverne aux embrouilles (Gongmen City Hustle)
8. Le Démon aux os blancs (Night of the White Bone Demon)
9. Un grand pas pour l'impératrice (Rise of the Empress)
10. Chaud comme la lave (Bridge Over Troubled Lava)
11. La Maison des pandas volants (House of Flying Pandas)
12. Le Sacre de la déesse de fer (Coronation of the Iron Goddess)
13. L'Armure invincible (The Invincible Armor)

## Distinctions
En 2019, lors de la 36e cérémonie des Annie Awards, Kung Fu Panda : Les Pattes du destin est nommée dans la catégorie de la meilleure série d'animation pour enfants. Un an plus tard, la série est à nouveau nommée, cette fois-ci lors de la 47e cérémonie des Daytime Creative Arts Emmy Awards dans la catégorie de la meilleure réalisation d'une série d'animation.